# Aggiornamento

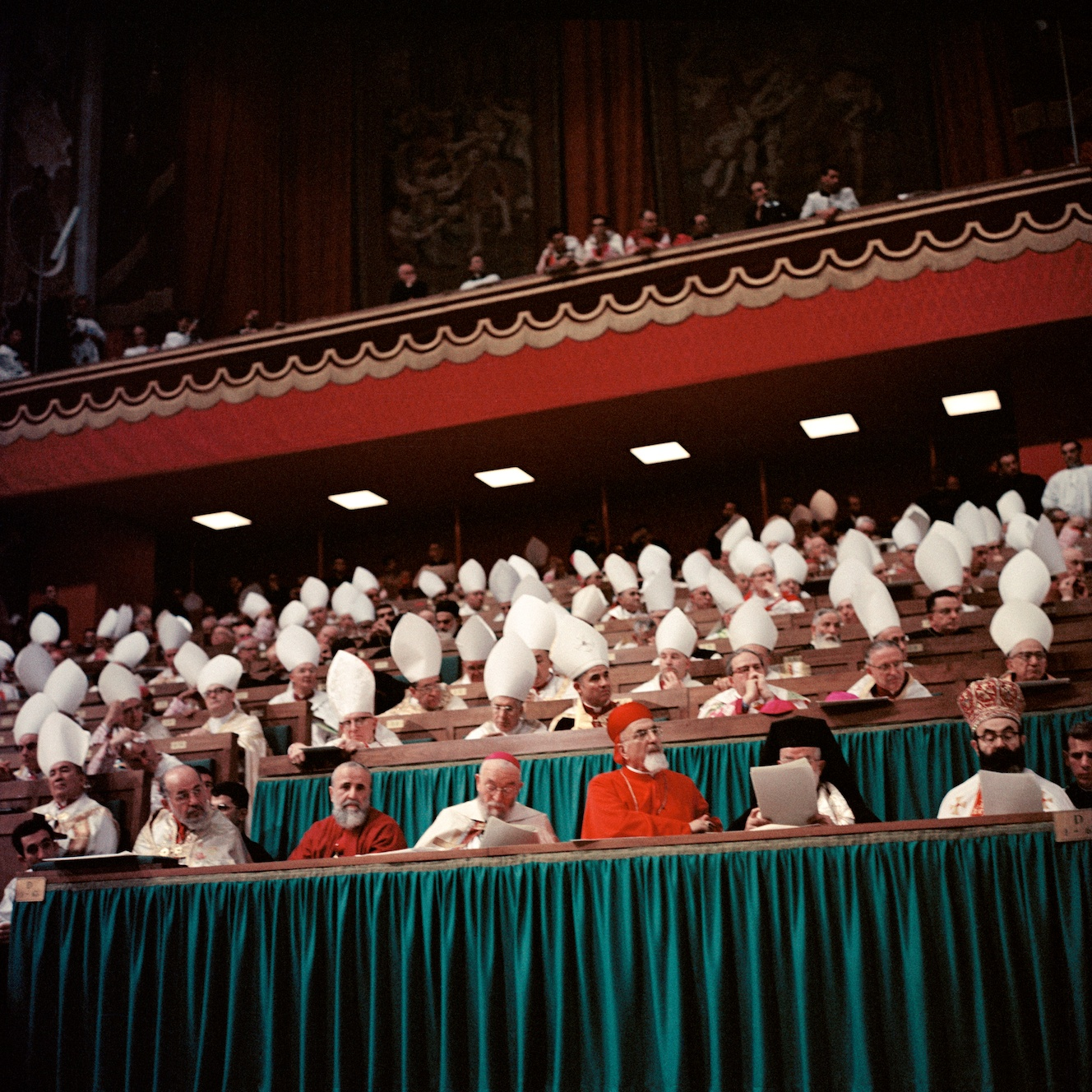
Ojcowie Soboru watykańskiego II

Aggiornamento (z wł. uwspółcześnienie, aktualizacja, dostosowanie do dzisiejszego dnia; dosł. udzisiejszenie, od: giorno; dzień) – we współczesnej teologii katolickiej i publicystyce termin odnoszący się do zadań duszpasterskich Soboru watykańskiego II w zakresie odnowy liturgii, organizacji (prawa kanonicznego), relacji ekumenicznych, relacji z innymi religiami i relacji ze współczesną cywilizacją.
Początkowo słowo aggiornamento odnosiło się do przewidywanych zmian dotyczących rewizji prawa kanonicznego. W takim kontekście było przed Soborem używane przez papieża Jana XXIII, który Sobór zwołał. Już w pierwszej publicznej zapowiedzi zwołania Soboru, która miała miejsce 25 stycznia 1959 w opactwie św. Pawła za Murami w Rzymie papież użył sformułowania atteso aggiornamento del Codice di Diritto Canonico mówiąc o oczekiwanej zmianie Kodeksu Prawa Kanonicznego. W takim samym kontekście zostało użyte przez papieża w encyklice Ad Petri Cathedram (1959), w której mowa jest m.in. o przystosowaniu Kodeksu Prawa Kanonicznego do dzisiejszych potrzeb. W późniejszych wypowiedziach Jan XXIII rozszerza jednak kontekst użycia słowa aggiornamento dając w ogólności wyraz oczekiwaniom wobec zwołanego Soboru, który poderwie na Świetą Górę Pana wszystkich ludzi.
W czasie trwania Soboru, po pierwszej jego sesji, w 1963, zmarł Jan XXIII, co powodowało, w myśl prawa kanonicznego, zerwanie obrad. Nowy papież, którym został Paweł VI, podjął jednak decyzję o kontynuacji obrad, utrzymując linię programową swojego poprzednika. 6 sierpnia 1964, po drugiej sesji obrad, wydał swoją pierwszą encyklikę Ecclesiam suam, poświęconą relacji Kościoła i współczesnego świata. W encyklice tej Paweł VI w obszerny sposób wyjaśnił swoje rozumienie pojęcia aggiornamento, czyniąc je jednocześnie celem swojego pontyfikatu:

Dlatego zawsze będziemy mieć na pamięci jako cel i dzieło Naszego Pontyfikatu owo słowo Poprzednika Naszego, czcigodnej pamięci Jana XXIII, które wyraża dostosowanie rzeczy do potrzeb naszej epoki. Otóż oprócz tego, że słowo to wyznaczyliśmy Soborowi Powszechnemu nieledwie jako przyjętą i zatwierdzoną normę, będziemy je niekiedy przywoływać na pamięć Kościołowi, by stale pobudzać jego wiecznie odradzający się zapał i by dzięki właściwej mu zdolności obserwacji, czujnie śledził znak naszych czasów, oraz by dzięki młodzieńczej gorliwości, zawsze i wszędzie doświadczał wszystkich rzeczy, a co szlachetne – zachował.

Wszystkie dokumenty Soboru watykańskiego II odnoszą się do idei udzisiejszenia. Pierwsza wydana przez Sobór konstytucja Sacrosanctum concilium już w pierwszym swoim zdaniu odnosi się do tej idei: Sobór święty postawił sobie za cel: (...) lepiej dostosować do potrzeb naszych czasów podlegające zmianom instytucje. Słowo aggiornamento jest wielokrotnie użyte w dokumentach soborowych, a najczęściej pojawia się w Dekrecie o przystosowanej odnowie życia zakonnego Perfectae caritatis.
Już w czasie obrad Soboru watykańskiego II zrodziła się opozycja wobec idei aggiornamento. Jej najwyraźniejszym symbolem jest Marcel Lefebvre i założone przez niego Bractwo Kapłańskie Świętego Piusa X.